# 南少林
南少林指位於福建，相对于河南嵩山的少林寺，相傳是中國南方武術之發源地，然而没有明確的史料记载，以帮会及江湖人物的传说居多。較可信的史料似乎與明朝嘉靖年間嵩山少林武僧抗倭有關，這也說明了有多個福建寺廟聲稱與少林有關的原故，依照嘉靖抗倭的汛地分防，有多个的南少林存在是可能的，猶如有眾多的南天台講寺或精舍。
目前在福建有六座古寺可能是南少林所在地，分別是莆田林泉院、泉州东禅寺、福清少林寺、东山古来寺、诏安长林寺以及仙游九座寺。

## 現今概念
關於火燒南少林寺的傳說，出現於晚清時期，記錄在廣東三合會的會簿中；將清軍燒毀佛山的瓊花會館、即大成國李文茂的發源地之歷史，改變為清廷火燒南少林寺。少林五老有可能是在太平天國期間，出現於廣州佛山一帶，加入了反清組織的武術人物化名。傳說火燒南少林寺後（瓊花會館燒毀後），只有南少林五祖（洪門領袖）即五枚至善等人逃出，分別逃亡於中國南方各地、秘密招收門徒，成立互不統屬的洪門組織。這樣散沙形式的地方反清組織，領袖必須隱名或以假身分出現，使南拳始祖的傳說流傳甚廣，南方武術也因此百花齊放，如廣東洪、劉、蔡、李、莫；福建永春、佛山詠春、佛山戲班紅船等等。
坊間人士誤以為洪門五祖即僅在小說《聖朝鼎盛萬年青》之人物少林五老。

## 可能所在地

### 莆田林泉院
莆田林泉院始建于唐贞观年间。1987在莆田西天尾镇林山村发掘出一批与南少林有关的文物古蹟，出土了大量隋唐至清初的历史珍贵文物，发掘了五个刻有“僧兵”、“诸罗汉浴煎茶散”等文字的北宋石槽，史载只有少林寺才能冠以“僧兵”二字。考古发掘出土了“真觉大师难提之塔、林泉院、天佑”的唐代石刻和“长兴四年岁次癸已正月”等字样的南唐陶质鸱尾等珍贵的历史文物，最重要的是发现了块建塔时作为标志的基石，碑上的汉字清晰可辩：“真觉大师难提之塔，林泉院，天佑”。得知此寺名為林泉院和至少在唐末就已经存在這兩大事實。考古报告显示林泉院遗址始于北宋之前、毁于清初。这与传说中的“南少林”始于唐、毁于清的年代大致相同，然而在調查中查閱文献资料没有找到林泉院与少林寺相关的记载。经过两年調查後省考古专家初步認定林山村中存在着一座规模龐大的武僧寺院—林泉院，而这座林泉院就是传说中的南少林。1992年4月25日，莆田市在北京人民大会堂举行正式向外界宣布发现南少林寺遗址。
中国佛教会理事、嵩山少林寺第29代方丈釋德禅大师出席新闻发布会，他根据先辈叮嘱暂定林泉院為南少林寺，并赠送了“南少林就在福建莆田九莲山下”的亲笔题词，釋德禅大师曾表示《洪门历史》有：“福建莆田县九莲山少林寺。少林寺本在河南登封少室山，福建少林寺是河南少林寺之支寺。福建莆田少林寺方丈智通禅师…精武艺。”、“莆田少林寺内有僧众百二十人…俱投寺练习武艺…少林寺文武人才，遂极一时之盛。”以及“康熙准派率领官兵三千人，夤夜包围少林寺，四面纵火，为一网打尽计，间有未经灼毙者，亦悉歼乱箭之下，五福安然逃出…蔡德英袖箭击毙马仪福。”等記載皆可證實林泉院為南少林寺。

### 泉州东禅寺
泉州东禅寺在唐僖宗廣明元年（880年）賜名鎮國東禪少林寺，宋、元、明間多番遭火災及重修復建，清咸丰六年（1856年）东禅寺主持幻空曾手书“少林古迹”山门匾额，稍后又出现过“钦赐东禅少林寺”供案，因此有考证認定闽中少林即泉州东禅寺。
泉州東禪寺的方丈释常定認為林泉院是南少林寺被火烧后在永春的分院或下院。

### 福清少林寺
坐落在福州市福清市东张镇新宁里肖林村。始建于唐代，毁于战乱，经考古工作者调查、考证和考古挖掘，1993年6月4日在福清市东张镇少林自然村找到了少林寺遗址。又经福建省、福州市联合考古队对遗址进行考古发掘，出土大量珍贵文物，诸如遗址中发现“少林院”、“少林”等石刻铭文，有多座台階，马厩、练功场、少林僧人墓葬，而遗址寺院依山建成，与河南嵩山少林寺相似。寺前的石板桥刻有“少林院沙门谨募众缘，共发心德，舍造下洋石桥一间”石碑，宋、明歷史皆有記載。

## 争议
嵩山少林寺方丈释永信接受采访时表示：
|  | 「在我们少林寺所有的典籍中，我从来没有看到过‘南少林’的字样。”。 |

泉州東禪寺方丈释常定接受採訪時表示：
|  | “少林肯定在福建，这不是谁说有或没有，历史是可以查得到的，历史是有凭证的，对于这种争论并不在乎。” |

## 南拳發源地
戚繼光、俞大猷曾經駐紮於閩中莆田、福清一帶對抗倭寇，當地少林僧人支援軍隊，以鐵棍對浪人刀。俞大猷還教授俞公棍訓練軍隊。
戚繼光著作《紀效新書》內容包括兵法、拳術、箭法、兵器等使用方法。其中卷十四之〈拳經捷要篇〉所談的是拳術，更附有戚繼光自己改良自長拳之卅二勢。戚離去後，留下之拳種及鍛鍊士兵的方法，再經歷鄭成功之洪門時期，最後發展成多個門派之南方武術（功夫）。

## 参見
- 中國武術流派
- 少林拳
- 南拳
- 達摩
- 門派
- 洪門
- 少林寺